# Petrohemijski proizvodi
Petrohemikalije (takođe poznate kao naftni destilati) su hemijski produkti izvedeni iz nafte. Neka hemijska jedinjenja napravljena od nafte se isto tako dobijaju iz drugih fosilnih goriva, kao što je ugalj ili prirodni gas, ili iz obnovljivih izvora kao što je kukuruz, plodovi palmi ili šećerna trska. Najčešće petrohemijske klase su olefini (uključujući etilen i propilen) i aromati (uključujući benzen, toluen i izomere ksilena).
Rafinerije nafte proizvode olefine i aromate fluidnim katalitičkim krekovanjem naftnih frakcija. Hemijska postrojenja proizvode olefine parnim krekovanjem kondenzata prirodnog gasa kao što su etan i propan. Aromati se proizvode katalitičkim reformiranjem nafte. Olefini i aromati su gradivni blokovi za širok spektar materijala kao što su rastvarači, deterdženti i adhezivi. Olefini su osnova za polimere i oligomere koji se koriste u plastici, smolama, vlaknima, elastomerima, mazivima i gelovima. Globalna proizvodnja etilena i propilena iznosi oko 115 miliona tona i 70 miliona tona godišnje, respektivno. Proizvodnja aromata je oko 70 miliona tona. Najveće petrohemijske industrije nalaze se u SAD i Zapadnoj Evropi; međutim, veliki rast novih proizvodnih kapaciteta se odvija na Bliskom istoku i Aziji. Postoji značajna međuregionalna petrohemijska trgovina.
Primarne petrohemikalije su podeljene u tri grupe zavisno od njihove hemijske strukture:
- Olefini obuhvataju eten, propan, buten i butadien. Etilen i propilen su važne izvori industrijskih hemikalija i plastičnih proizvoda. Butadien se koristi za pravljenje sintetičke gume.
- Aromati obuhvataju benzen, toluen i ksilene, koji se zajednički nazivaju BTX i prvenstveno se dobijaju iz rafinerija nafte ekstrakcijom iz reformata proizvedenih u katalitičkim reformatorima koristeći naftu dobijenu iz rafinerija nafte. Benzen je sirovina za boje i sintetičke deterdžente, a benzen i toluen za izocijanate MDI i TDI koji se koriste u izradi poliuretana. Proizvođači koriste ksilene za proizvodnju plastike i sintetičkih vlakana.
- Sintezni gas je mešavina ugljen monoksida i vodonika koji se koriste za proizvodnju amonijaka i metanola. Amonijak se koristi za dobijanje uree za đubriva i metanola za rastvarače i hemijske intermedijere. Parno krekovanje ne treba poistovećivati sa postrojenjima za parno reformiranje koja se koriste za proizvodnju vodonika i amonijaka.
- Metan, etan, propan i butani se dobijaju prvenstveno u pogonima za preradu prirodnog gasa.
- Metanol i formaldehid.

Godine 2007, količine etilena i propilena proizvedene parnim krekovanjem su bile oko 115 Mt (megatona) i 70 Mt, respektivno. Izlazni kapacitet etilena velikih parnih krekera kretao se i do 1,0 - 1,5 Mt godišnje. Na dijagramu su shematski prikazani glavni izvori ugljovodonika i procesi koji se koriste u proizvodnji petrohemikalija. Kao i sirovinske hemikalije, petrohemikalije se proizvode u veoma velikom obimu. Petrohemijske proizvodne jedinice se razlikuju od tipičnih postrojenja za produkciju hemijskih sirovina po tome što one često proizvode brojne srodne proizvode. U kontrastu s tim pogoni za proizvodnju specijalizovanih hemikalija i finih hemikalija izrađuju proizvode putem odvojenih serija.
Petrohemikalije se predominantno proizvode u nekoliko proizvodnih lokacija širom sveta, na primer u industrijskim gradovima Džubajl & Janbu u Saudijskoj Arabiji, Teksasu i Luizijani u SAD, u Tisajdu na severoistoku Engleske u Ujedinjenom Kraljevstvu, u Roterdamu u Holandiji, i u Jamnagaru & Daheju u Gudžaratu, Indija. Svi petrohemijski ili robni hemijski materijali proizvedeni u hemijskoj industriji ne prave se na jednoj lokaciji, ali se grupe srodnih materijala često proizvode u susednim proizvodnim pogonima kako bi se indukovala industrijska simbioza, kao i efikasnost iskorištenja materijala i infrastrukture. Ovo je poznato u terminologiji hemijskog inženjerstva kao integrisana proizvodnja. Kompanije specijalnih i finih hemikalija se ponekad nalaze u sličnim proizvodnim lokacijama kao što su petrohemijske, ali u većini slučajeva njima nije neophodan isti nivo infrastrukture velikih razmera (npr. cevovodi, skladišta, luke i elektrane, itd.) i stoga se mogu naći u multisektorskim poslovnim parkovima.
Petrohemijske proizvodne lokacije velikih razmera imaju klastere proizvodnih jedinica koji dele komunalne usluge i infrastrukturu kao što su elektrane, skladišni rezervoari, lučki objekti, drumski i željeznički terminali. U Ujedinjenom Kraljevstvu, na primer, postoje 4 glavne lokacije za takvu proizvodnju: u blizini reke Merzi u severozapadnoj Engleskoj, na Humberu na istočnoj obali Jorkšira, u Grejngemautu u blizini Fert ov Fort u Škotskoj i u Tisajdu kao deo Severoistočnog klastera procesne industrije Engleske (NEPIC). Da bi se demonstrirala klasterizacija i integracija, može se navesti da se oko 50% petrohemijskih i robnih hemikalija u Velikoj Britaniji proizvede u kompanijama NEPIC klastera u Tisajdu.

## Istorija
Godine 1835, francuski hemičar Anri Viktor Renjo je ostavio vinil hlorid na suncu i pronašao belu čvrstu materiju na dnu posude, koja je bila polivinil hlorid. Godine 1839, Eduard Simon je slučajno otkrio polistiren destilacijom storaksa. Godine 1856. Vilijam Henri Perkin je otkrio prvu sintetičku boju, movein. Godine 1888, Fridrih Rajnicer, austrijski botanički naučnik, uočio je dve različite tačke topljenja za holesteril benzoat.
Godine 1909, Leo Hendrih Bakeland izumeo je bakelit napravljen od fenola i formaldehida. Godine 1928, sintetička goriva su izumljena pomoću Fišer-Tropšovog procesa. Valter Bok je 1929. godine izumeo sintetičku gumu Buna-S, koja se sastoji od stirena i butadiena i koristio je za izradu automobilskih guma. Godine 1933, Oto Rem je polimerizovao prvi metil metakrilat akrilnog stakla. Godine 1935, Majl Perin je izumeo polietilen. Nakon Drugog svetskog rata, polipropilen je otkriven početkom 1950-ih. Godine 1937, Volas Hjum Karoters izumeo je najlon, a 1946. godine izumeo je poliestar. Boce od polietilen teraftalata (PET) se proizvode od etilena i paraksilena. Godine 1938, Oto Bajer je izumeo poliuretan. Godine 1941, Roj Planket je izumeo teflon. Godine 1949, Fric Stastni je pretvorio polistiren u penu. Godine 1965, Stefani Kvolek je izumela kevlar.

## Olefini
Ovo je delimična lista glavnih komercijalnih petrohemikalija i njihovih derivata:
- etilen – najjednostavniji olefin; koristi se kao hemijska sirovina i stimulant sazrevanja
  - polietilen – polimerizovani etilen; LDPE, HDPE, LLDPE
  - etanol – putem hidracije etilena (hemijska reakcija dodavanja vode)
  - etilen oksid – putem oksidacije etilena
    - etilen glikol – putem hidracije etilen oksida
      - rashlađivač motora – etilen glikol, voda i inhibitorska smeša
      - poliestri – bilo koji od nekoliko polimera sa esterskim vezama u glavnom lancu

    - glikol etri – putem glikolne kondezacije
    - etoksilati

  - vinil acetat
  - 1,2-dihloroetan
    - trihloroetilen
    - tetrahloroetilen – takođe se naziva perhloroetilen; koristi se kao rastvarač i odmašćivač za hemijsko čišćenje
    - vinil hlorid – monomer za polivinil hlorid
      - polivinil hlorid (PVC) – tip plastike koja se koristi za izradu cevi, cevnih elemenata, i drugih stvari.

- propilen – koristi se kao monomer i hemijska sirovina
  - izopropil alkohol – 2-propanol; često se koristi kao rastvarač ili alkohol za čišćenje
  - akrilonitril – koristan je kao monober pri formiranju orlona, ABS
  - polipropilen – polimerizovani propilen
  - propilen oksid
    - polietar poliol – koristi se u produkciji poliuretana
    - propilen glikol – koriste se kao mašinski rashlađivači i fluidi za uklanjanje leda sa aviona
    - glikol etri – iz kondenzacije glikola

  - akrilna kiselina
    - akrilatni polimeri

  - alil hlorid
    - epihlorohidrin – hloro-oksiran; koristi se za formiranje epoksi rezina
      - epoksi rezini – tip polimerizovanog lepka iz bisfenola A, epihlorohidrina, i nekoliko amina
- buten
  - izomeri butilena – korisni kao monomeri ili komonomeri
    - izobutilen – sirovina za pravljenje metil terc-butil etra (MTBE) ili monomer za kopolimerizaciju sa nisko procentnim izoprenom za pravljenje butil gume

  - 1,3-butadien (ili buta-1,3-dien) – dien koji se često koristi kao monomer ili komonomer za polimerizaciju do elastomera kao što su polibutadien, stiren-butadien guma, ili plastika kao što je akrilonitril-butadien-stiren (ABS)
    - sintetičke gume – sintetički elastomeri napravljeni od bilo kog ili nekoliko petrohemikalija (obično) monomera kao što sus 1,3-butadien, stiren, izobutilen, izopren, hloropren; elastomerni polimeri se često prave sa visokom procentom konjugovanih dienskih monomera, kao što je 1,3-butadien, izopren, ili hloropren
- viši olefini
  - poliolefini kao što su poli-alfa-olefini, koji se koriste kao lubrikanti
  - alfa-olefini – koriste se kao monmeri, komonomeri, i drugi hemijski prekurzori. Na primer, mala količina 1-heksena može da bude kopolimerizovana sa etilenom u fleksibilniju formu polietilena.
  - drugi viši olefini
  - detergentski alkoholi

## Aromatici
- Hemikalije proizvedene iz benzenabenzen – najjednostavniji aromatični ugljovodonik
  - etilbenzen – napravljen od benzena i etilena
    - stiren - napravljen dehidrogenacijom etilbenzena; koristi se kao monomer
      - polistireni – polimeri sa stirenom kao monomerom

  - kumen – izopropilbenzen; sirovina u kumenskom procesu
    - fenol – hidroksibenzen; obično se pravi putem kumenskog procesa
    - aceton – dimetil keton; takođe se obično pravi pomoću kumenskog procesa
    - bisfenol A – tip „dvostrukog” fenola koji se koristi u polimerizaciji u epoksi rezinima i pravljenu uobičajenog tipa polikarbonata
      - epoksi rezini – tip polimerizujućeg lepka bisfenola A, epihlorohidrina, i nekoliko amina
      - polikarbonat – plastični polimer napravljen od bisfenola A i fosgena (karbonil dihlorida)

    - rastvarači – tečnosti koje se koriste kao rastvarajući materijali; primeri koji se često prave od petrohemikalija su etanol, izopropil alkohol, aceton, benzen, toluen, ksileni

  - cikloheksan – šestougljenični alifatični ciklični ugljovodonik koji se ponekad koristi kao nepolarni rastvarač
    - adipinska kiselina – šestougljenična dikarboksilna kiselina, koja može da bude prekurzor koji se koristi kao komonomer zajedno sa diaminom pri formiranju naizmeničnih kopolimernih formi najlona.
      - najloni – tipovi poliamida, neki su naizmenični kopolimeri formirani kopolimerizovanjem dikarboksilne kiseline ili derivata sa diaminima

    - kaprolaktam – šestougljenični ciklični amid
      - najloni – tipovi poliamida, neki se formiraju polimerizacijom kaprolaktama

  - nitrobenzen – može se napraviti nitracijom benzena
    - anilin – aminobenzen
      - metilen difenil diizocijanat (MDI) – koristi se kao komonomer sa diolima ili poliolima za formiranje poliuretana ili sa di- ili poliaminima za formiranje poliurea

  - alkilbenzen – opšti tip aromatičnog ugljovodonika, koji se može koristiti kao prekurzor za sulfonatni surfaktant (deterdžent)
    - detergenti – čiesto sadrži surfaktantske tipove kao što su alkilbenzensulfonati i nonilfenol etokdilati

  - hlorobenzen

- toluen – metilbenzen; može da bude rastvarač ili prekurzor za druge hemikalije
  - benzen
  - toluen diizocijanat (TDI) – koriste se kao komonomer sa polietarskim poliolima za formiranje poliuretana ili sa di- ili poliaminima za formiranje poliurejnih poliuretana
  - benzojeva kiselina – karboksibenzen
    - kaprolaktam

- mešoviti ksileni – bilo koji od tri dimetilbenzen izomera, može da bude rastvarač ali se češće koristi kao prekurzorska hemikalija
  - orto-ksilen – obe metil grupe mogu da budu oksidovane da formiranju (orto-)ftalnu kiselinu
    - ftalni anhidrid

  - para-ksilen – obe metil grupe mogu da budu oksidovane da formiraju tereftalnu kiselinu
    - dimetil tereftalat – može da bude kopolimerizovan da formira određene poliestre
      - poliestri – postoji mnoštvo tipova, polietilen tereftalat se pravi iz petrohemijskih produkata i nalazi veoma široku primenu.

    - prečišćena tereftalinska kiselina – obično se kopolimerizuje da bi se formirao polietilen tereftalat
      - poliestri

  - meta-ksilen
    - izoftalna kiselina
      - alkidni rezini
      - Poliamidni rezini
      - Nezasićeni poliestri